# Guillaume de Montfort
On ne sait que peu de choses sur Guillaume de Hainaut, le premier seigneur de Montfort-l'Amaury. Les seules probabilités familiales sont qu'on pourrait le rattacher aux Hainaut. Notamment à Amaury (Amulric) de Valenciennes et à Régnier IV de Mons dont l'entourage se réfugia dans le royaume des Francs de l'Ouest dans le seconde moitié du Xe siècle. Après les continuelles rébellions de Régnier III, son châtiment et son exil par Brunon de Cologne, duc de Lotharingie, des membres de la famille de Hainaut se réfugièrent à la cour carolingienne de Laon.
À la fin du Xe siècle, Robert II le Pieux, roi de France le chargea de fortifier les abords de la forêt d'Yvelines, afin de défendre le domaine royal contre le comte de Blois qui a récupéré Dreux. Le premier château, sans doute en bois, sera bâti sur une butte naturelle dont il fera défricher les alentours, afin de permettre l'installation de paysans. Cette forteresse prendra le nom de Montfort. Son successeur, fondateur du bourg castral, ayant le prénom d'Amaury, le nouveau lieu d'habitat prendra par la suite le nom de Montfort-l'Amaury. Une seconde forteresse sera bâtie plus tard, au sud, à Épernon,.
Guillaume le Hennuyer devint le premier châtelain de Montfort et, ayant convolé avec la douairière d'Épernon, veuve de Hugues de Beauvais, administrateur de la partie chartraine de la forêt d'Yvelines, il lui succédera dans cette dernière charge lorsque ce dernier sera assassiné en 1008. Il réussit à rendre héréditaire la nouvelle seigneurie, et la transmettra à son fils Amaury Ier.
Le site de Montfort apparait comme un alleu détaché de la pôté (potestas) de Méré, un des centres du fisc de l'ancien pagus de Madrie. Ce qui suggère qu'avant d'être châtelain, Guillaume est l’héritier d'une charge publique attachée à cette division administrative.